# История почты и почтовых марок провинции Саксония
История почты и почтовых марок провинции Саксония охватывает период самостоятельных эмиссий Главной почтовой дирекции Галле (1945—1946) для провинции Саксония (ныне Саксония-Анхальт), входившей в советскую зону оккупации Германии.

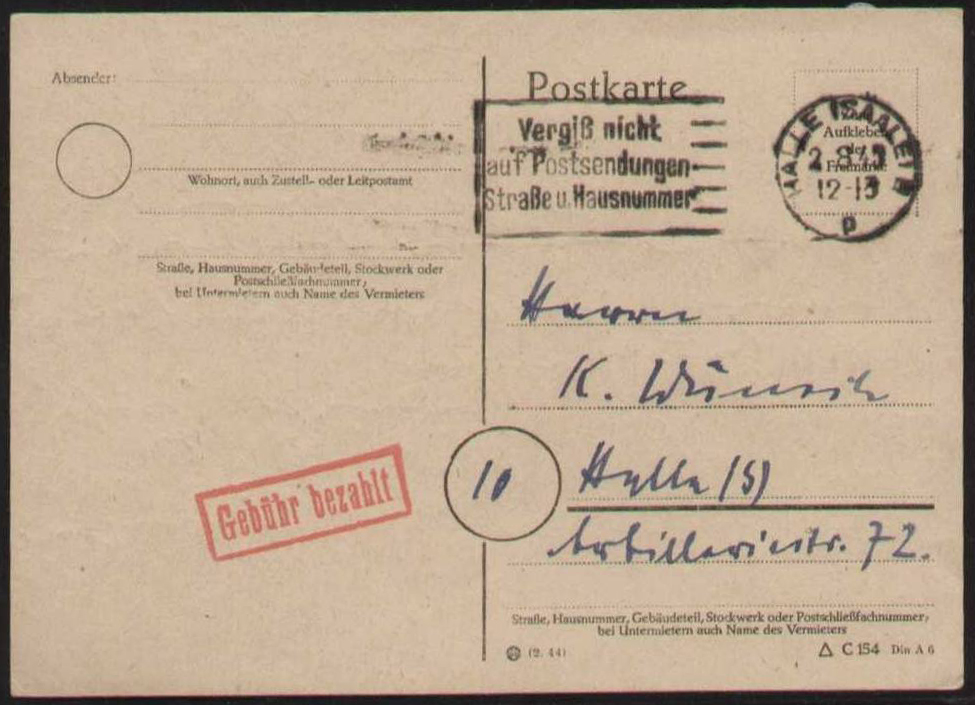
Почтовая карточка с отметкой об оплате, отправленная из Галле 2 августа 1945 года

## Развитие почты
После оккупации Германии союзническими войсками, на территории бывшей прусской провинции Саксония снова начала работать почтовая служба. В июне 1945 года в британском секторе провинции Магдебург открылись почтовые отделения Имперской почтовой дирекции Магдебурга.
В начале июля 1945 года территория бывшей провинции Саксония вошла в советскую зону оккупации. Со 2 июля 1945 года возобновила работу Главная почтовая дирекция Галле. Первоначально почтовая связь была восстановлена в городе и районе Галле (Заале). Использовались марки прежних выпусков с замазанным рисунком («саксонское зачернение»), однако в большинстве случаев оплата почтовых услуг производилась наличными.
В июле 1945 года, по распоряжению Советской военной администрации, провинция Галле-Мерзебург была объединена с провинцией Магдебург и землёй Анхальт в провинцию Саксония. В 1946 году она была переименована в провинцию Саксония-Анхальт, а в 1947 году стала землёй Саксония-Анхальт.
23 июля 1945 года почтовая дирекция провинции Саксония включила в себя административный округ Мерзебург, а 26 июля — Имперскую почтовую дирекцию Магдебурга. С 10 августа 1945 года была налажена почтовая связь между провинцией Саксония и остальными частями советской зоны оккупации Германии.

## Выпуски почтовых марок

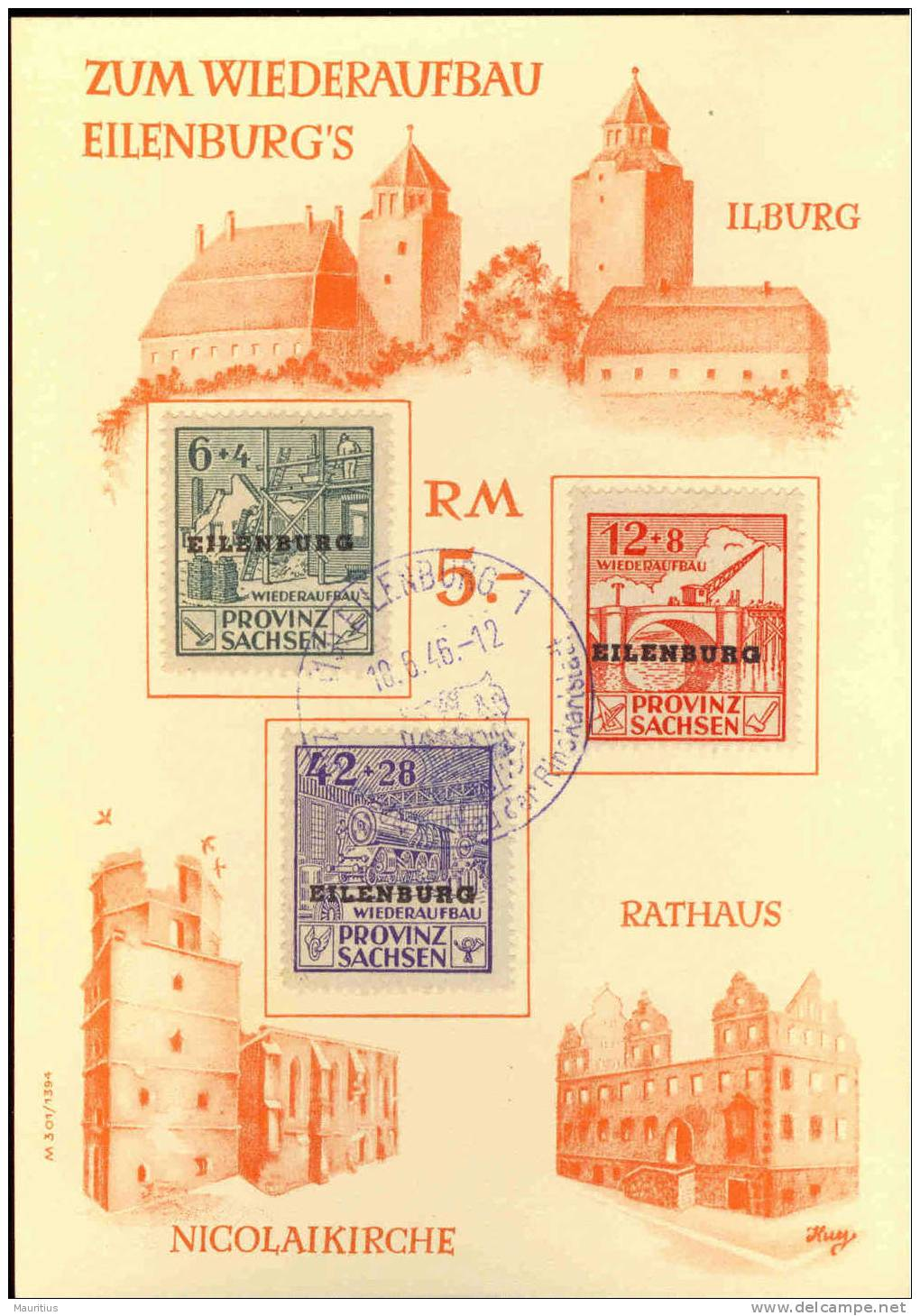
Лист первого дня (Ersttagsblatt) с почтово-благотворительными марками провинции Саксония, с надпечаткой города Айленбурга (1946)

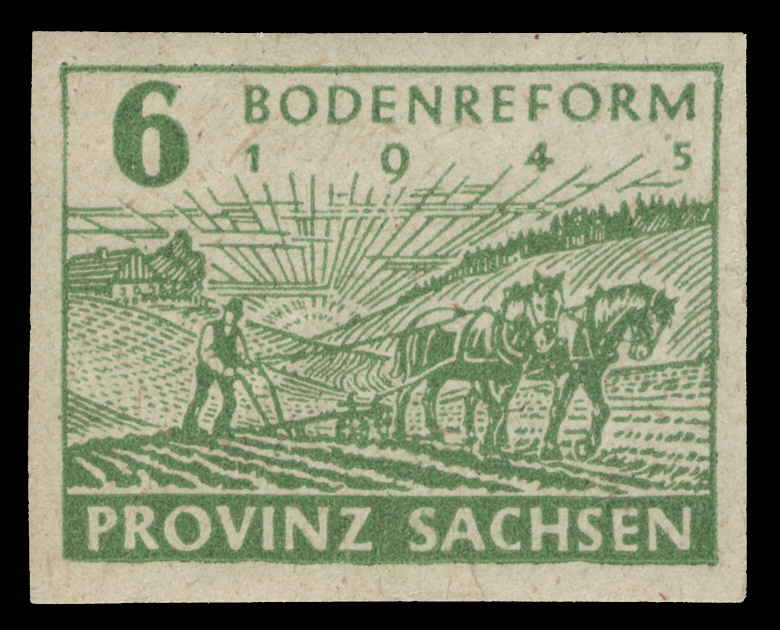
Первая коммеморативная марка провинции Саксония, 1945(Mi #85)

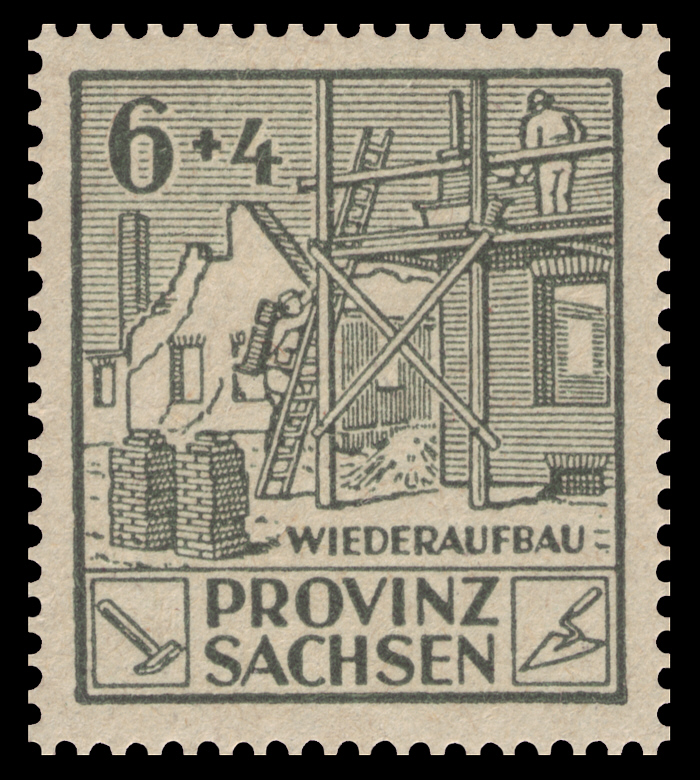
Первая почтово-благотворительная марка провинции Саксония, 1946(Mi #87A)

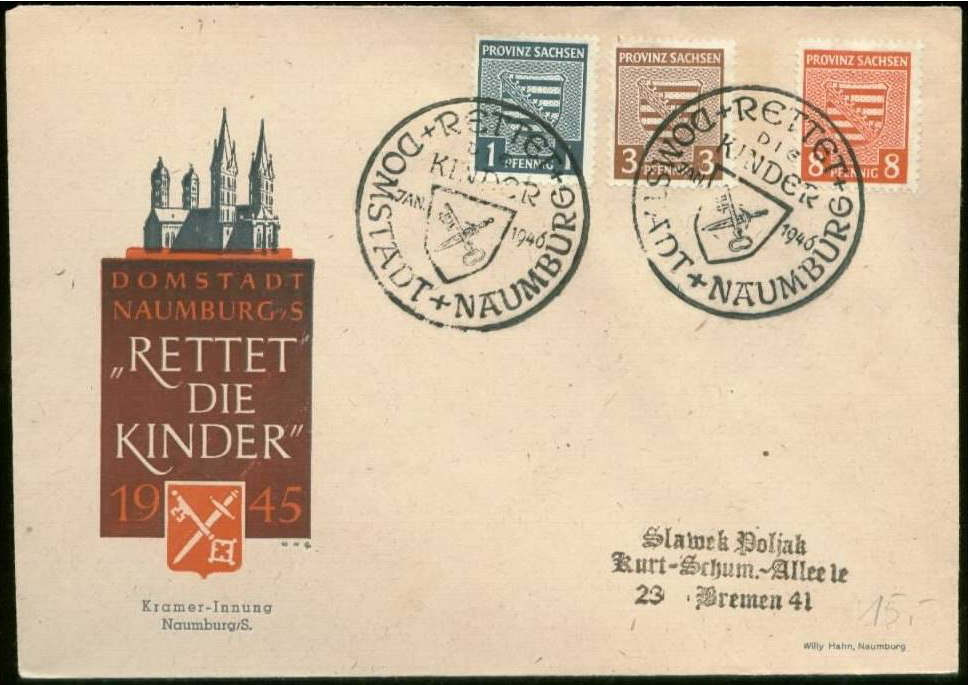
Почтовый конверт со спецгашением, выпущенный в городе Наумбурге (1946)

### Первые марки
Первая серия из шести стандартных марок провинции Саксония номинальной стоимости от 1 до 12 пфеннигов поступила в обращение 10 октября 1945 года. Дополнительная марка в 10 пфеннигов была выпущена в январе 1946 года. На миниатюрах был изображён герб провинции и дана надпись нем. «Provinz Sachsen» («Провинция Саксония»). Они печатались офсетным способом в типографии Гизеке и Девриент в Лейпциге, с зубцами и без зубцов. Известны почтмейстерские зубцовки и просечки, представляющие интерес только на письмах.

### Последующие эмиссии
17 декабря 1945 года в обращение поступили две коммеморативные марки в честь земельной реформы. На миниатюрах художник Гебауэр изобразил пашущего крестьянина. Они печатались в типографии Э. Эбельта. Марки были изданы без зубцов и водяных знаков. В Виттенберге почтмейстер снабдил зубцовкой 11½ все присланные в город марки этого выпуска. Зубцовка была выполнена либо по вертикали, либо по горизонтали.
21 февраля 1946 года памятная серия была переиздана на тонкой пергаментной бумаге с водяным знаком и зубцовкой. Бумага предназначалась для печатания гербовых марок по заказу Греции, но не была использована. Миниатюры печатались в лейпцигской типографии Гизеке и Девриент.
С 19 января по 21 февраля 1946 года издавалась серия из трёх почтово-благотворительных марок. Дополнительный сбор шёл в фонд послевоенного восстановления промышленности и сельского хозяйства. На миниатюрах художник Гебауэр изобразил строительство домов, восстановление мостов и паровозов. Печатались они в типографии Гизеке и Девриент. Марки выпускались как с зубцами, так и без зубцов. В городах Дессау и Айленбург на этих марках были сделаны надпечатки названий городов. Почтового хождения они не имели, хотя и встречаются с почтовыми гашениями.
Все почтовые марки провинции Саксония были изъяты из обращения 31 октября 1946 года.
Почтовая дирекция провинции Саксония выпускала также почтовые карточки номинальной стоимостью 5 и 6 пфеннигов. Кроме того, эти карточки были выпущены с оплаченным ответом.
В городе Наумбурге применялись специальные почтовые штемпеля. С 3 по 9 декабря 1945 года — «Дни культуры 3—9 декабря 1945», с 1 по 31 января 1946 года — «Rettet die Kinder. Domstadt Naumburg. Jan. 1946» («Спасите детей. Наумбург. Январь 1946»).

## Местные выпуски

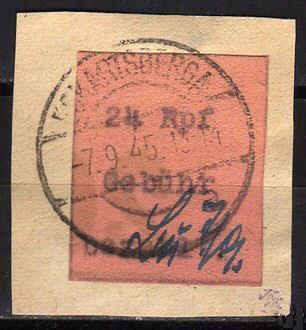
Провизорная марка Эккартсберги, 1945

### Дессау
В 1946 году в Дессау на марках провинции Саксония была сделана горизонтальная надпечатка названия города. Эти марки почтового хождения не имели и использовались только в качестве благотворительных марок.

### Эккартсберг
С 25 июля по 8 августа 1945 года в Эккартсберге были выпущены провизорные марки четырёх номиналов. Их напечатали на пишущей машинке под копирку. Провизории использовались только с подписью почтового служащего. Известны опечатки. Марки изъяли из обращения 31 октября 1945 года.